# Hambleton (Virgínia de l'Oest)
Hambleton és una població dels Estats Units a l'estat de Virgínia de l'Oest. Segons el cens del 2000 tenia 246 habitants.

## Demografia
Segons el cens del 2000, Hambleton tenia 246 habitants, 102 habitatges, i 68 famílies. La densitat de població era de 730,6 habitants per km².
Dels 102 habitatges en un 30,4% hi vivien nens de menys de 18 anys, en un 54,9% hi vivien parelles casades, en un 7,8% dones solteres, i en un 32,4% no eren unitats familiars. En el 30,4% dels habitatges hi vivien persones soles el 16,7% de les quals corresponia a persones de 65 anys o més que vivien soles. El nombre mitjà de persones vivint en cada habitatge era de 2,41 i el nombre mitjà de persones que vivien en cada família era de 2,97.
Per edats la població es repartia de la següent manera: un 22,8% tenia menys de 18 anys, un 9,3% entre 18 i 24, un 28,5% entre 25 i 44, un 22,8% de 45 a 60 i un 16,7% 65 anys o més.
L'edat mediana era de 38 anys. Per cada 100 dones de 18 o més anys hi havia 81 homes.
La renda mediana per habitatge era de 23.625 $ i la renda mediana per família de 31.250 $. Els homes tenien una renda mediana de 24.688 $ mentre que les dones 14.500 $. La renda per capita de la població era de 12.835 $. Entorn del 10,4% de les famílies i el 16,5% de la població estaven per davall del llindar de pobresa.

## Poblacions més properes
El següent diagrama mostra les poblacions més properes.